# ディズニー・リバー・カントリー
ディズニー・リバー・カントリー (Disney's River Country) はウォルト・ディズニー・ワールド・リゾートにかつて存在した、3つのディズニーウォーターパークの内の一つである。1976年6月20日にオープンし、2001年11月2日に営業を終えた。2005年1月20日にはウォルト・ディズニー・カンパニーが、リバー・カントリーを永久に閉鎖することを発表した。このパークは2024年時点で、ディズニーの中で、永久に閉鎖された、たった1つのパークである。

## 歴史
フロリダ州レイク・ブエナ・ヴィスタディスカバリー島付近のバイ湖の海岸に位置していたリバー・カントリーは、いなかの荒野がテーマであり、人工的な岩が多く置かれていた。パークは、マジック・キングダムのビッグサンダー・マウンテンと同じ人物が設計している。
パークは、「古いスイミング・ホール」と評された。変更前のもともとの仮称は「ポップス・ウィロー・グローブ」であり、隣接するベイ湖の水を利用しており、底が砂で、ユニークな濾過システムが特色だった。この土地には、堰き止めて人工の潟がつくられた。リバー・カントリーは、リゾート内の他の2つのウォーターパークであるディズニー・タイフーン・ラグーンやディズニー・ブリザード・ビーチの半分ほどのサイズで、前者2つと比べるとはるかに小さかった。

## アトラクションの一覧
- フープ ン・ホラー・ホロー（Whoop 'n' Holler Hollow）長さ260フィート（79m）、160フィート（49m）の2つのウォータースライダーで、ベイ・コーブに移された。
- ベイ・コーブ（Bay Cove）半エーカー（2,000㎡）の砂底の湖。タイヤ・スウィング、ブーム・スウィング、ロープ・クライム、Tバー・ドロップを特色とする。
- スリッパリー・スライド・フォールズ（Slippery Slide Falls）2つのウォータースライダーで、アップストリーム・プルンゲに移された。
- ホワイト・ウォーター・ラピッド（White Water Rapids）330フィート（100m）のチューブ・リバー。
- サイプレス・ポイント・ネイチャー・トレイル（Cypress Point Nature Trail）バイ湖のそばの木の中につくられたトレイル。
- インディアン・スプリングス（Indian Springs）噴水の付いたとても小さなスプラッシュ・ゾーン。主に8歳未満のゲストを引きつけた。
- 樽橋（Barrel Bridge）下に樽を付けたできぼこの橋。トム・ソーヤー島のものと似ている。
- キディ・コーブ（Kiddie Cove）2つのウォーター・スライダーとコーブの付いたキッズ・ゾーン。主にプレティーンのゲスト向け。
- アップストリーム・プランジ（Upstream Plunge）腎臓形をした清潔な水のプール。

## 閉鎖
2005年1月20日、ウォルト・ディズニー・カンパニーが、パークを永久に閉鎖することを発表した。